# Österreichische Meisterschaften im Mountainbike

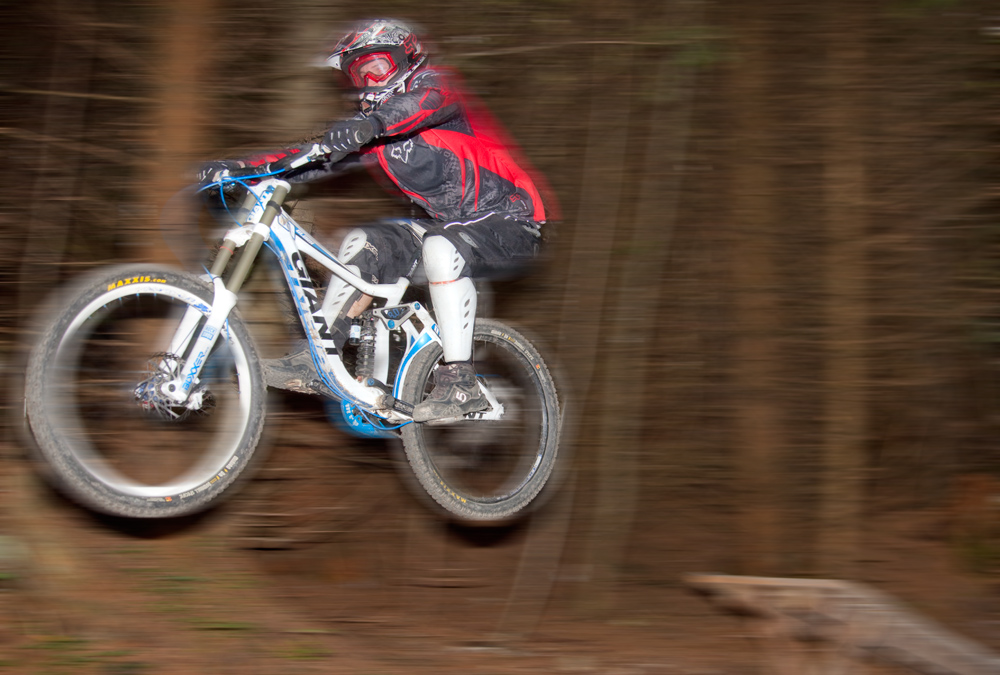
Downhill am Zauberberg (Semmering)

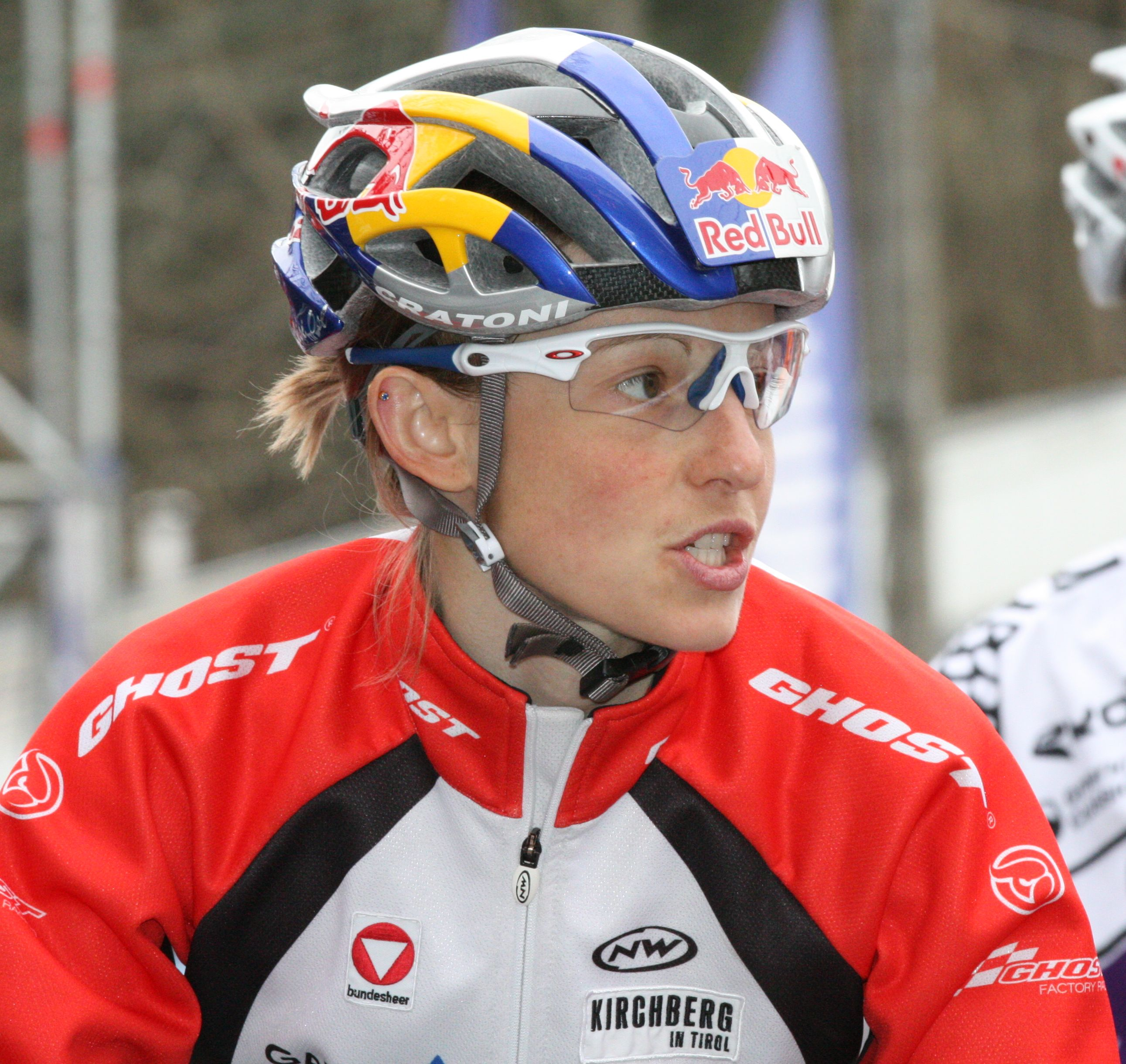
Elisabeth Osl – achtfache Staatsmeisterin

Die Österreichischen Meisterschaften im Mountainbikesport werden vom österreichischen Radsportverband ÖRV ausgeschrieben und jährlich an wechselnden Orten ausgetragen.

## Geschichte
Die Staatsmeisterschaften werden jährlich ausgetragen in den Einzeldisziplinen
- Cross-Country XCO
- Downhill DHI
- Enduro (END) (erstmals 2016)
- MTB-Marathon XCM
- Cross-Country Eliminator XCE (erstmals 2012)
- Cross-Country Short Track XCC (erstmals 2020)
- Pumptrack PUM (erstmals 2023)

Nicht mehr ausgetragen werden die Staatsmeisterschaften im
- Hillclimb (1999–2010)
- Four-Cross 4X (2004–2009)

Anders als bei Weltmeisterschaften werden die einzelnen Disziplinen nicht an einem Ort und Wochenende ausgefahren, sondern meist jede Disziplin bzw. zum Teil auch einzelne Klassen an einzelnen Orten.

## Austragungsorte
| Jahr | Cross-Country (XCO)    | Downhill (DHI)       | Four-Cross (4X)      | Enduro (END)      | Marathon (XCM)             | Hill Climb          | Sprint (XCE)                                     | Short Track (XCC) | Pumptrack (PUM)   |
| ---- | ---------------------- | -------------------- | -------------------- | ----------------- | -------------------------- | ------------------- | ------------------------------------------------ | ----------------- | ----------------- |
| 2025 | Ottenschlag (OÖ)       | Königsberg (NÖ)      | –                    | –                 | Ischgl (T)                 | Thaur (T)           | Dornbirn (V)                                     | Ottenschlag (OÖ)  | Bruck/Glkstr. (S) |
| 2024 | Stattegg (St)          | Schöckl (St)         | –                    | –                 | Krumbach (NÖ)              | Möllbrücke (K)      | Stattegg (St) - Elite Salzburg (Sbg) - Nachwuchs | Stattegg (St)     | -                 |
| 2023 | Hohenems (V)           | Windischgarsten (OÖ) | –                    | Kirchberg (T)     | Schruns (V)                | Stattegg (St)       | –                                                | Stattegg (St)     | Gratkorn (St)     |
| 2022 | Hohenems (V)           | Semmering (NÖ)       | –                    | Kirchberg (T)     | Kleinzell (OÖ)             | Möllbrücke (K)      | –                                                | Stattegg (St)     |                   |
| 2021 | Stattegg (St)          | Semmering (NÖ)       | –                    | St. Corona (NÖ)   | Brixen (Südtirol, Italien) | –                   | Stattegg (St)                                    | Dornbirn (V)      |                   |
| 2020 | Stattegg (St)          | Hollenstein (NÖ)     | –                    | Stattegg (St)     | Bad Goisern (OÖ)           | –                   | Stattegg (St)                                    | Stattegg (St)     |                   |
| 2019 | Windhaag bei Perg (OÖ) | Windischgarsten (OÖ) | –                    | Stattegg (St)     | Mank (NÖ)                  | –                   | Stattegg (St)                                    | –                 |                   |
| 2018 | Dornbirn (V)           | Innsbruck (T)        | –                    | Stattegg (St)     | Kirchberg (T)              | –                   | Dornbirn (V)                                     | –                 |                   |
| 2017 | Koppl (Sbg)            | Windischgarsten (OÖ) | –                    | St. Radegund (St) | Kürnberg (NÖ)              | –                   | Koppl (Sbg)                                      | –                 |                   |
| 2016 | Obertraun (OÖ)         | Brandnertal (V)      | –                    | Leogang (Sbg)     | St. Georgen am Walde (OÖ)  | –                   | Obertraun (OÖ)                                   | –                 |                   |
| 2015 | Villach (K)            | Innsbruck (T)        | –                    | –                 | Kleinzell (OÖ)             | –                   | Schruns (V)                                      | –                 |                   |
| 2014 | Schönwies (T)          | Kirchberg (T)        | –                    | –                 | Maria Lankowitz (St)       | –                   | Imst (T)                                         | –                 |                   |
| 2013 | Payerbach (NÖ)         | Schladming (St)      | –                    | –                 | Krumbach (NÖ)              | –                   | Ischgl (T)                                       | –                 |                   |
| 2012 | Laßnitzhöhe (St)       | Schladming (St)      | –                    | –                 | Schruns (V)                | –                   | Kaprun (Sbg)                                     | –                 |                   |
| 2011 | Hohenems (V)           | Semmering (NÖ)       | –                    | –                 | Möllbrücke (K)             | Möllbrücke (K)      | –                                                | –                 |                   |
| 2010 | Haiming (T)            | Innsbruck (T)        | –                    | –                 | Pruggern (St)              | Kitzbühel (T)       | –                                                | –                 |                   |
| 2009 | Walding (OÖ)           | Leogang (Sbg)        | Koppl (Sbg)          | –                 | Kitzbühel (T)              | St. Gallenkirch (V) | –                                                | –                 |                   |
| 2008 | Afritz am See (K)      | Semmering (NÖ)       | St. Margarethen (St) | –                 | Stattegg (St)              | Innsbruck (T)       | –                                                | –                 |                   |
| 2007 | Wien (W)               | Schladming (St)      | –                    | –                 | –                          | –                   | –                                                | –                 |                   |
| 2006 | Brand (NÖ)             | Afritz am See (K)    | –                    | –                 | Kleinzell (OÖ)             | –                   | –                                                | –                 |                   |
| 2005 | Kirchberg (T)          | Windischgarsten (OÖ) | –                    | –                 | –                          | –                   | –                                                | –                 |                   |
| 2004 | Windhaag bei Perg (OÖ) | Afritz am See (K)    | –                    | –                 | Bad Großpertholz (NÖ)      | –                   | –                                                | –                 |                   |
| 2003 | –                      | Tauplitz (St)        | –                    | –                 | –                          | –                   | –                                                | –                 |                   |
| 2002 | –                      | –                    | –                    | –                 | –                          | –                   | –                                                | –                 |                   |
| 2001 | –                      | –                    | –                    | –                 | –                          | –                   | –                                                | –                 |                   |
| 2000 | –                      | –                    | –                    | –                 | –                          | –                   | –                                                | –                 |                   |
| 1999 | –                      | –                    | –                    | –                 | –                          | –                   | –                                                | –                 |                   |
| 1998 | –                      | –                    | –                    | –                 | –                          | –                   | –                                                | –                 |                   |
| 1997 | –                      | Nauders (T)          | –                    | –                 | –                          | –                   | –                                                | –                 |                   |
| 1996 | –                      | Roppen (T)           | –                    | –                 | –                          | –                   | –                                                | –                 |                   |

Mit 2009 sind schon in 8 Bundesländern ÖM-Bewerbe gefahren worden, im Burgenland jedoch noch nie. 2021 fand ein Bewerb in Brixen, Südtirol, Italien statt.

## Siegerlisten

### Cross Country
| Jahr | 1. Platz               | 2. Platz           | 3. Platz            |
| ---- | ---------------------- | ------------------ | ------------------- |
| 2025 | Maximilian Foidl -5-   | Lukas Hatz         | Julian Pöchacker    |
| 2024 | Maximilian Foidl -4-   | Daniel Eichmair    | Armin Embacher      |
| 2023 | Maximilian Foidl -3-   | Gregor Raggl       | Michael Holland     |
| 2022 | Maximilian Foidl -2-   | Gregor Raggl       | Moritz Bscherer     |
| 2021 | Maximilian Foidl       | Karl Markt         | Gregor Raggl        |
| 2020 | Karl Markt             | Max Foidl          | Gregor Raggl        |
| 2019 | Gregor Raggl -4-       | Karl Markt         | Maximilian Foidl    |
| 2018 | Gregor Raggl -3-       | Maximilian Foidl   | Karl Markt          |
| 2017 | Gregor Raggl -2-       | Karl Markt         | Uwe Hohenwarter     |
| 2016 | Karl Markt             | Alexander Gehbauer | Gregor Raggl        |
| 2015 | Gregor Raggl           | Karl Markt         | Alexander Gehbauer  |
| 2014 | Christoph Soukup -6-   | Uwe Hochenwarter   | Hermann Pernsteiner |
| 2013 | Alexander Gehbauer -2- | Karl Markt         | Christoph Soukup    |
| 2012 | Alexander Gehbauer     | Hannes Metzler     | Karl Markt          |
| 2011 | Karl Markt             | Alban Lakata       | Simon Scheiber      |
| 2010 | Christoph Soukup -5-   | Alban Lakata       | Karl Markt          |
| 2009 | Hannes Metzler         | Karl Markt         | Christoph Soukup    |
| 2008 | Christoph Soukup -4-   | Roman Rametsteiner | Alban Lakata        |
| 2007 | Christoph Soukup -3-   | Martin Kraler      | Hannes Metzler      |
| 2006 | Martin Kraler          | Hannes Metzler     | Karl Markt          |
| 2005 | Christoph Soukup -2-   | Hannes Metzler     | Alban Lakata        |
| 2004 | Michael Weiss          | Roman Rametsteiner | Alban Lakata        |
| 2003 | Christoph Soukup -1-   | Michael Weiss      | Kurt Pospichal      |
| 2002 | Peter Presslauer       | Kurt Pospichal     | Georg Koch          |
| 2001 | Siegfried Bauer        | Kurt Pospichal     | Robert Kircher      |
| 2000 | Robert Kircher         | Christian Hilbe    | Kurt Pospichal      |
| 1999 | Siegfried Zorn         | Roman Rametsteiner | Gottfried Hatz      |

| Jahr | 1. Platz               | 2. Platz           | 3. Platz                     |
| ---- | ---------------------- | ------------------ | ---------------------------- |
| 2025 | Laura Stigger -4-      | Tamara Wiedmann    | Katharina Sadnik             |
| 2024 | Laura Stigger -3-      | Mona Mitterwallner | Tamara Wiedmann              |
| 2023 | Mona Mitterwallner -3- | Katharina Sadnik   | Tamara Wiedmann              |
| 2022 | Mona Mitterwallner -2- | Tamara Wiedmann    | Corina Druml                 |
| 2021 | Mona Mitterwallner     | Laura Stigger      | Anna Spielmann               |
| 2020 | Laura Stigger -2-      | Elisabeth Osl      | Corina Druml                 |
| 2019 | Laura Stigger          | Lisa Pasteiner     | Corina Druml                 |
| 2018 | Elisabeth Osl -11-     | Lisa Pasteiner     | Corina Druml                 |
| 2017 | Elisabeth Osl -10-     | Anna Spielmann     | Nadja Heigl                  |
| 2016 | Elisabeth Osl -9-      | Nadja Heigl        | Lisa Mitterbauer             |
| 2015 | Lisa Mitterbauer -2-   | Nadja Heigl        | Tina Kindlhofer              |
| 2014 | Elisabeth Osl -8-      | Lisa Mitterbauer   | Christina Kollmann           |
| 2013 | Elisabeth Osl -7-      | Lisa Mitterbauer   | Christina Kollmann           |
| 2012 | Lisa Mitterbauer       | Christina Kollmann | Elisabeth Unterbuchschachner |
| 2011 | Elisabeth Osl -6-      | Lisa Mitterbauer   | Maria Osl                    |
| 2010 | Elisabeth Osl -5-      | Maria Osl          | Lisa Mitterbauer             |
| 2009 | Elisabeth Osl -4-      | Lisa Mitterbauer   | Petra Machart                |
| 2008 | Elisabeth Osl -3-      | Maria Osl          | Stephanie Wieder             |
| 2007 | Elisabeth Osl -2-      | Maria Osl          | Stephanie Wieder             |
| 2006 | Elisabeth Osl -1-      | Maria Osl          | Birgit Braumann              |
| 2005 | Monika Schachl         | Petra Schörkmayer  | Manuela Grünzweil            |
| 2004 | Petra Schörkmayer -2-  | Elisabeth Osl      | Monika Schachl               |
| 2003 | Petra Schörkmayer -1-  | Bärbel Jungmeier   | Elisabeth Osl                |
| 2002 | Karin Gruber           | Andrea Graus       | Christine Steinwender        |
| 2001 | Birgit Braumann        | Hildegard Embacher | Bärbel Jungmeier             |
| 2000 | Hildegard Embacher     | Birgit Braumann    | Bärbel Jungmeier             |
| 1999 | Ulrike Baumgartner     | Hildegard Embacher | Bärbel Jungmeier             |

### Downhill
Bei den österreichischen Downhill-Staatsmeisterschaften 2020 sicherte sich die Salzburgerin Valentina Höll (* 2001) ihren zweiten Titel, während sich der Steirer David Trummer den vierten seiner Karriere holte.

2018 hatte sich Petra Bernhard (* 1980) bereits ihren zehnten Staatsmeisterschaftstitel im Downhill geholt.
| Jahr          | 1. Platz            | 2. Platz            | 3. Platz            |
| ------------- | ------------------- | ------------------- | ------------------- |
| 4. Mai 2025   | Andreas Kolb -2-    | Kilian Schnöller    | Jamie Schmölzer     |
| 23. Juni 2024 | Andreas Kolb        | Kilian Schnöller    | David Trummer       |
| 14. Mai 2023  | David Trummer -7-   | Boris Holz-Tetzlaff | Andreas Kolb        |
| 4. Juni 2022  | David Trummer -6-   | Noah Hofmann        | Moritz Ribarich     |
| 11. Juli 2021 | David Trummer -5-   | Andreas Kolb        | Christof Stulik     |
| 4. Okt. 2020  | David Trummer -4-   | Andreas Kolb        | Kilian Schnöller    |
| 27. Mai 2019  | David Trummer -3-   | Andreas Kolb        | Boris Tetzlaff      |
| 29. Juli 2018 | David Trummer -2-   | Andreas Kolb        | Elias Schwärzler    |
| 14. Mai 2017  | Markus Pekoll -6-   | Boris Tetzlaff      | Michael Feichtinger |
| 25. Juni 2016 | Fabio Wibmer        | Manuel Gruber       | Erich Wieland       |
| 29. Aug. 2015 | David Trummer -1-   | Markus Pekoll       | Andreas Kolb        |
| 13. Juli 2014 | Markus Pekoll -5-   | Boris Tezlaff       | David Trummer       |
| 14. Juli 2013 | Manuel Gruber       | David Trummer       | Boris Tezlaff       |
| 15. Juli 2012 | Mathias Haas -4-    | Markus Pekoll       | Manuel Gruber       |
| 2011          | Markus Pekoll -4-   | Boris Tezlaff       | Benedikt Purner     |
| 2010          | Markus Pekoll -3-   | Boris Tezlaff       | Mario Sieder        |
| 2009          | Boris Tezlaff       | Markus Pekoll       | Mario Sieder        |
| 2008          | Markus Pekoll -2-   | Michael Staffer     | Mathias Haas        |
| 2007          | Markus Pekoll       | Mario Sieder        | Michael Staufer     |
| 2006          | Mathias Haas -3-    | Rüdiger Jahnel      | Roland Seereiner    |
| 2005          | Mathias Haas -2-    | Walter Martinschitz | Markus Petschnig    |
| 2004          | Walter Martinschitz | Michael Staufer     | Michael Gölles      |
| 2003          | Michael Staufer -2- | Markus Petschenig   | Walter Martinschitz |
| 2002          | Michael Staufer     | Michael Gölles      | Rüdiger Jahnel      |
| 2001          | Mathias Haas        | Rüdiger Jahnel      | Harald Deutschmann  |
| 2000          | Michael Gölles      | Markus Petschenig   | Mathias Haas        |
| 1999          | Richard Pall -2-    | Peter Peherstorfer  | Martin Pyffrader    |
| 1998          | Richard Pall        | Markus Petschenig   | Edwin Gosch         |
| 1997          | Markus Frühwirth    | –                   | –                   |

| Jahr | 1. Platz                             | 2. Platz                 | 3. Platz             |
| ---- | ------------------------------------ | ------------------------ | -------------------- |
| 2025 | Rosa Zierl                           | Kerstin Sallegger        | Emma Bindhammer      |
| 2024 | Kerstin Sallegger                    | Helene Fruhwirth         | Marlena Neißl        |
| 2023 | Valentina Höll -4-                   | Hanna Steinthaler        | Kerstin Sallegger    |
| 2022 | Valentina Höll -3-                   | Kerstin Sallegger        | Marlena Neissl       |
| 2021 | Sophie Gutöhrle                      | Marlena Neissl           | Elke Rabeder         |
| 2020 | Valentina Höll -2-                   | Angelika Hohenwarter     | Helene Fruhwirth     |
| 2019 | Valentina Höll                       | Elke Rabeder             | Helene Fruhwirth     |
| 2018 | Petra Bernhard -10-                  | Simone Wechselberger     | Elke Rabeder         |
| 2017 | Petra Bernhard -9-                   | Simone Wechselberger     | Elke Rabeder         |
| 2016 | keine offizielle Staatsmeisterschaft | (zu wenige Starterinnen) | –                    |
| 2015 | Elke Rabeder -2-                     | Simone Wechselberger     | Lisa Ribarich        |
| 2014 | Elke Rabeder                         | Birgit Braumann          | Kathrin Wutte        |
| 2013 | Petra Bernhard -8-                   | Elke Rabeder             | Helene Fruhwirth     |
| 2012 | Anita Molcik                         | Petra Bernhard           | Elke Rabeder         |
| 2011 | Petra Bernhard -7-                   | Helene Fruhwirth         | Elke Rabeder         |
| 2010 | keine offizielle Staatsmeisterschaft | (zu wenige Starterinnen) | –                    |
| 2009 | keine offizielle Staatsmeisterschaft | (zu wenige Starterinnen) | –                    |
| 2008 | Petra Bernhard -6-                   | Anita Molcik             | Helene Fruhwirth     |
| 2007 | Petra Bernhard -5-                   | Helene Fruhwirth         | Monika Rosifka       |
| 2006 | keine offizielle Staatsmeisterschaft | (zu wenige Starterinnen) | –                    |
| 2005 | keine offizielle Staatsmeisterschaft | (zu wenige Starterinnen) | –                    |
| 2004 | Petra Bernhard -4-                   | Anita Molcik             | Angelika Hohenwarter |
| 2003 | Petra Bernhard -3-                   | Anita Molcik             | Helene Fruhwirth     |
| 2002 | Anita Molcik -2-                     | Petra Bernhard           | Helene Fruhwirth     |
| 2001 | Petra Bernhard -2-                   | Anita Molcik             | Petra Osbitsch       |
| 2000 | Petra Bernhard                       | Petra Osbitsch           | Helene Fruhwirth     |
| 1999 | Anita Molcik                         | Petra Osbitsch           | Petra Bernhard       |
| 1998 | Florentina Möser                     | Natalie Phelps           | Anna-Maria König     |
| 1997 | Natalie Phelps                       | –                        | –                    |

### Four-Cross
Österreichische Staatsmeisterschaften im Four-Cross wurden erstmals 2004 ausgetragen. In den Jahren 2005 bis 2008 gab es keine Wertung der Frauen, da zu wenige Starterinnen gemeldet waren.
| Jahr | 1. Platz          | 2. Platz             | 3. Platz        |
| ---- | ----------------- | -------------------- | --------------- |
| 2009 | Hannes Slavik     | Thomas Bubla         | Nicolas Siedl   |
| 2008 | Nicolas Siedl -2- | Mathias Gerhard Haas | Thomas Bubla    |
| 2007 | Michael Staufer   | Nicolas Siedl        | Mario Sieder    |
| 2006 | Georg Engel       | Mario Sieder         | Ernst Jirsak    |
| 2005 | Nicolas Siedl     | Peter Fernbach       | Martin Strasser |
| 2004 | Roman Lagler      | Rüdiger Jahnel       | Thomas Bubla    |

| Jahr | 1. Platz       | 2. Platz             | 3. Platz                 |
| ---- | -------------- | -------------------- | ------------------------ |
| 2009 | Anita Molcik   | Angelika Hohenwarter | Helene Valerie Fruhwirth |
| 2008 | –              | –                    | –                        |
| 2007 | –              | –                    | –                        |
| 2006 | –              | –                    | –                        |
| 2005 | –              | –                    | –                        |
| 2004 | Petra Bernhard | Anita Molcik         | Helene Valerie Fruhwirth |

### Enduro
| Jahr | 1. Platz            | 2. Platz         | 3. Platz            |
| ---- | ------------------- | ---------------- | ------------------- |
| 2023 | Kevin Maderegger    | Noah Hofmann     | Boris Holz-Tetzlaff |
| 2022 | Daniel Schemmel -2- | Kevin Maderegger | Peter Mihalkovits   |
| 2021 | Daniel Schemmel     | Max Fejer        | Peter Mihalkovits   |
| 2020 | Max Fejer -2-       | Daniel Schemmel  | Maximilian Trafella |
| 2019 | Max Fejer           | Matthias Stonig  | Kevin Maderegger    |
| 2018 | Kevin Maderegger    | Manuel Gruber    | Maximilian Trafella |
| 2017 | Markus Pekoll       | Matthias Stonig  | Kevin Maderegger    |
| 2016 | Gerd Skant          | Manuel Gruber    | Peter Mihalkovits   |

| Jahr | 1. Platz             | 2. Platz         | 3. Platz             |
| ---- | -------------------- | ---------------- | -------------------- |
| 2023 | Hanna Steinthaler    | Cornelia Holland | Fiona Klien          |
| 2022 | Hanna Steinthaler    | Cornelia Holland | Fiona Klien          |
| 2021 | Cornelia Holland -2- | Petra Bernhard   | Yana Dobnig          |
| 2020 | Cornelia Holland     | Viktoria Gratzer | Fiona Klien          |
| 2019 | Yana Dobnig          | Birgit Braumann  | Helene Fruhwirth     |
| 2018 | Petra Bernhard -2-   | Yana Dobnig      | Birgit Braumann      |
| 2017 | Petra Bernhard       | Yana Dobnig      | Anna Langmann        |
| 2016 | Birgit Braumann      | Petra Bernhard   | Angelika Hohenwarter |

### Marathon
| Jahr | 1. Platz             | 2. Platz            | 3. Platz            |
| ---- | -------------------- | ------------------- | ------------------- |
| 2024 | Hermann Pernsteiner  | Daniel Geismayr     | Uwe Hochenwarter    |
| 2023 | Daniel Geismayr      | Alban Lakata        | Manuel Pliem        |
| 2022 | Daniel Geismayr      | Alban Lakata        | Karl Markt          |
| 2021 | Alban Lakata -8-     | Gregor Raggl        | Karl Markt          |
| 2020 | Alban Lakata -7-     | Daniel Geismayr     | Daniel Federspiel   |
| 2019 | Daniel Geismayr -3-  | Alban Lakata        | Philip Handl        |
| 2018 | Daniel Geismayr -2-  | Alban Lakata        | Manuel Pliem        |
| 2017 | Daniel Geismayr      | Hermann Pernsteiner | Alban Lakata        |
| 2016 | Christoph Soukup -4- | Alban Lakata        | Daniel Geismayr     |
| 2015 | Alban Lakata -6-     | Hermann Pernsteiner | Daniel Gaismayr     |
| 2014 | Christoph Soukup -3- | Daniel Gaismayr     | Hermann Pernsteiner |
| 2013 | Christoph Soukup -2- | Daniel Gaismayr     | Hermann Pernsteiner |
| 2012 | Christoph Soukup     | David Schöggl       | Hannes Metzler      |
| 2011 | Alban Lakata -5-     | Jakob Nimpf         | Georg Koch          |
| 2010 | Alban Lakata -4-     | Daniel Gaismayr     | Thomas Strobl       |
| 2009 | Alban Lakata -3-     | Heinz Verbnjak      | Jakob Nimpf         |
| 2008 | Alban Lakata -2-     | Daniel Federspiel   | Karl Markt          |
| 2007 | Karl Markt -2-       | Daniel Federspiel   | Silvio Wieltschnig  |
| 2006 | Heinz Verbnjak       | Karl Markt          | Roman Rametsteiner  |
| 2005 | Karl Markt           |                     |                     |
| 2004 | Alban Lakata         |                     |                     |

| Jahr | 1. Platz               | 2. Platz            | 3. Platz                     |
| ---- | ---------------------- | ------------------- | ---------------------------- |
| 2024 | Sabine Sommer          | Cornelia Holland    | Clara Sommer                 |
| 2023 | Nina Mosser            | Sabine Sommer       | Clara Sommer                 |
| 2022 | Angelika Tazreiter -4- | Clara Sommer        | Sabine Sommer                |
| 2021 | Angelika Tazreiter -3- | Julia Gierlinger    | Anna Hofmann                 |
| 2020 | Sabine Sommer -4-      | Barbara Mayer       | Karoline Neumüller           |
| 2019 | Sabine Sommer -3-      | Barbara Mayer       | Anna Hofmann                 |
| 2018 | Angelika Tazreiter -2- | Barbara Mayer       | Alina Reichert               |
| 2017 | Angelika Tazreiter     | Sabine Sommer       | Carmen Buchacher             |
| 2016 | Sabine Sommer -2-      | Angelika Tazreiter  | Daniela Kratz                |
| 2015 | Christina Kollmann -2- | Sabine Sommer       | Viktoria Zeller              |
| 2014 | Sabine Sommer          | Petra Marchart      | Angelika Tazreiter           |
| 2013 | Christina Kollmann     | Verena Krenslehner  | Sabine Sommer                |
| 2012 | Verena Krenslehner -2- | Lisa Pleyer         |                              |
| 2011 | Verena Krenslehner     | Christina Verhas    | Maria Osl                    |
| 2010 | Theresia Kellermayr    | Verena Krenslehner  | Elisabeth Unterbuchschachner |
| 2009 | Maria Osl -2-          | Nina Duften         | Ruth Hagen                   |
| 2008 | Maria Osl              | Theresia Kellermann | Ruth Hagen                   |
| 2007 | Bärbel Jungmeier       | Maria Osl           | Monika Schachl               |
| 2006 | Doris Posch            | Birgit Kafka        | Ruth Hagen                   |
| 2005 |                        |                     |                              |
| 2004 | Monika Schachl         | Martina Deubler     | Doris Posch                  |

### Hillclimb
| Jahr | 1. Platz               | 2. Platz           | 3. Platz           |
| ---- | ---------------------- | ------------------ | ------------------ |
| 2024 | Johannes Hirschbichler | Kevin Hinterberger | Thomas Grünwald    |
| 2011 | Alban Lakata           | Uwe Hochenwarter   | Hannes Metzler     |
| 2010 | Hans-Peter Obwaller    | Lorenz Lidicky     | Klaus Steinkeller  |
| 2009 | Hans-Peter Obwaller    | Hannes Metzler     | Richard Obendorfer |
| 2008 | Hans-Peter Obwaller    | Siegfried Bauer    | Andreas Traxl      |
| 2007 | Hans-Peter Obwaller    | Andreas Traxl      | Richard Obendorfer |
| 2006 | Hans-Peter Obwaller    | Michael Knopf      | Heinz Verbnjak     |
| 2005 | Christoph Soukup       | Michael Weiss      | Hannes Metzler     |
| 2004 | Hans-Peter Obwaller    | Michael Knopf      | Alban Lakata       |
| 2003 | Hans-Peter Obwaller    | Heinz Verbnjak     | Georg Berger       |
| 2002 | Hans-Peter Obwaller    | Hans-Jörg Draxl    | Robert Kircher     |
| 2001 | Hans-Peter Obwaller    | Helmut Dollinger   | Kurt Pospichal     |
| 2000 | Hans-Peter Obwaller    | Helmut Dollinger   | Thomas Frauenschuh |
| 1999 | Hans-Peter Obwaller    | Richard Hartmann   | Thomas Frauenschuh |
| 1998 | Hans-Peter Obwaller    | Thomas Frauenschuh | Richard Hartmann   |
| 1997 | Ekkehard Dörschlag     | keine Angaben      | keine Angaben      |

| Jahr | 1. Platz                                    | 2. Platz                                    | 3. Platz                                    |
| ---- | ------------------------------------------- | ------------------------------------------- | ------------------------------------------- |
| 2024 | Julia Sörgel                                | Alina Reichert                              | -                                           |
| 2011 | Patrizia Wacker                             | Maria Elisabeth Penker                      | Eveline Egarter                             |
| 2010 | erforderliche Teilnehmerzahl nicht erreicht | erforderliche Teilnehmerzahl nicht erreicht | erforderliche Teilnehmerzahl nicht erreicht |
| 2009 | erforderliche Teilnehmerzahl nicht erreicht | erforderliche Teilnehmerzahl nicht erreicht | erforderliche Teilnehmerzahl nicht erreicht |
| 2008 | erforderliche Teilnehmerzahl nicht erreicht | erforderliche Teilnehmerzahl nicht erreicht | erforderliche Teilnehmerzahl nicht erreicht |
| 2007 | erforderliche Teilnehmerzahl nicht erreicht | erforderliche Teilnehmerzahl nicht erreicht | erforderliche Teilnehmerzahl nicht erreicht |
| 2006 | erforderliche Teilnehmerzahl nicht erreicht | erforderliche Teilnehmerzahl nicht erreicht | erforderliche Teilnehmerzahl nicht erreicht |
| 2005 | Elisabeth Osl                               | Petra Schörkmeyer                           | Birgit Kafka                                |
| 2004 | Petra Schörkmeyer                           | Monika Schachl                              | Elisabeth Osl                               |
| 2003 | Elisabeth Osl                               | Maria Osl                                   | Carina Wasle                                |
| 2002 | Elisabeth Osl                               | Karin Schweiger                             | Johanna Freysinger-Laichner                 |
| 2001 | Petra Schörkmeyer                           | Karin Schweiger                             | Johanna Freysinger                          |
| 2000 | Ulli Baumgartner                            | Ilse Arnold                                 | Johanna Freysinger                          |
| 1999 | Ilse Arnold                                 | Hildegard Embacher                          | Christine Batlogg                           |
| 1998 | Hildegard Embacher                          | Ulrike Baumgartner                          | Andrea Graus                                |
| 1997 | keine Angaben                               | keine Angaben                               | keine Angaben                               |

### Cross-Country Eliminator (XCE)
Am 3. August 2012 wurde in Kaprun erstmals eine ÖM im Cross-Country Eliminator ausgetragen.
| Jahr | 1. Platz          | 2. Platz         | 3. Platz            |
| ---- | ----------------- | ---------------- | ------------------- |
| 2025 | Theo Hauser       | Kilian Feurstein | Michael Ortner      |
| 2024 | Theo Hauser       | Dominik Gaßner   | Jan Dirisamer       |
| 2023 | Theo Hauser       | Dominik Gaßner   | Franz-Josef Lässer  |
| 2022 | Kilian Feurstein  | Theo Hauser      | Alexander Hammerle  |
| 2021 | Daniel Federspiel | Theo Hauser      | Kilian Feurstein    |
| 2020 | Theo Hauser       | Michael Holland  | Kilian Feurstein    |
| 2019 | Elias Tranninger  | Maximilian Foidl | Tobias Peterstorfer |
| 2018 | Daniel Federspiel | Elias Tranninger | Daniel Geismayr     |
| 2017 | Daniel Federspiel | Pius Ilg         | Michael Holland     |
| 2016 | Gregor Raggl      | Karl Markt       | Elias Hagspiel      |
| 2015 | Daniel Federspiel | Michael Mayer    | Fabian Costa        |
| 2014 | Daniel Federspiel | Gregor Raggl     | Simon Scheiber      |
| 2013 | Daniel Federspiel | Gregor Raggl     | Simon Scheiber      |
| 2012 | Daniel Federspiel | Michael Mayer    | Hannes Metzler      |

| Jahr | 1. Platz         | 2. Platz         | 3. Platz              |
| ---- | ---------------- | ---------------- | --------------------- |
| 2025 | Laura Stigger    | Nora Fischer     | Angelina Hinder       |
| 2024 | Valentina Gruber | Nicole Sommer    | Sophia Knaubert       |
| 2023 | Corina Druml     | Fiona Klien      | Valentina Gruber      |
| 2022 | Laura Stigger    | Corina Druml     | Katharina Sadnik      |
| 2021 | Laura Stigger    | Corina Druml     | Cornelia Holland      |
| 2020 | Cornelia Holland | Viktoria Gratzer | Valentina Gruber      |
| 2019 | Lisa Pasteiner   | Lena Höller      | Anna Lena Wagner      |
| 2018 | Laura Stigger    | Corina Druml     | Tamara Wiedmann       |
| 2017 | -                | -                | -                     |
| 2016 | Nadja Heigl      | Corina Druml     | Chiara Kopp           |
| 2015 |                  |                  |                       |
| 2014 |                  |                  |                       |
| 2013 | Lisa Mitterbauer | Tina Kindlhofer  | Franziska Niederacher |
| 2012 | -                | -                | -                     |

### Cross-Country Short Track (XCC)
| Jahr | 1. Platz           | 2. Platz        | 3. Platz         |
| ---- | ------------------ | --------------- | ---------------- |
| 2025 | Maximilian Foidl   | Julius Scherrer | Lukas Hatz       |
| 2024 | Alexander Hammerle | Julius Scherrer | Lukas Hatz       |
| 2023 | Gregor Raggl       | Max Foidl       | Kilian Feurstein |
| 2022 | Gregor Raggl       | Max Foidl       | Kilian Feurstein |
| 2021 | Gregor Raggl       | Max Foidl       | Moritz Bscherer  |
| 2020 | Kilian Feurstein   | Theo Hauser     | Julius Scherrer  |

| Jahr | 1. Platz         | 2. Platz         | 3. Platz         |
| ---- | ---------------- | ---------------- | ---------------- |
| 2025 | Laura Stigger    | Tamara Wiedmann  | Katharina Sadnik |
| 2024 | Laura Stigger    | Tamara Wiedmann  | Katharina Sadnik |
| 2023 | Laura Stigger    | Tamara Wiedmann  | Eva Herzog       |
| 2022 | Laura Stigger    | Corina Druml     | Tamara Wiedmann  |
| 2021 | Laura Stigger    | Corina Druml     | Anna Spielmann   |
| 2020 | Cornelia Holland | Viktoria Gratzer | Tamara Wiedmann  |

### Pumptrack (PUM)
Am 9. Juni 2023 wurde die erste österreichische Meisterschaft im Pumptrack im Zuge der Sport Austria Finals 2023 in Gratkorn (Steiermark) durchgeführt. Die Meisterschaften im Jahr 2024 mussten in allen Klassen mangels Teilnehmer abgesagt werden. 2025 konnten die österreichische Meisterschaft am 10. Mai 2025 im Rahmen des zweiten Saisonlaufes der Bikement Austrian Pumptrack Series in Bruck an der Glocknerstraße durchgeführt werden.
| Jahr | 1. Platz      | 2. Platz            | 3. Platz      |
| ---- | ------------- | ------------------- | ------------- |
| 2025 | Felix Schoibl | Fabian Reithmayr    | Oskar Flankl  |
| 2024 | -             | -                   | -             |
| 2023 | Eric Seifried | Suljo-Marcel Sejdic | Hannes Slavik |

| Jahr | 1. Platz            | 2. Platz         | 3. Platz      |
| ---- | ------------------- | ---------------- | ------------- |
| 2025 | Johanna Groschupfer | Lena Bauer       | Amelie Berger |
| 2024 | -                   | -                | -             |
| 2023 | Alexandra Eckert    | Valentina Gruber | Elke Rabeder  |